# Busoniomimus polydoros
Busoniomimus polydoros är en insektsart som beskrevs av George Willis Kirkaldy 1906. Busoniomimus polydoros ingår i släktet Busoniomimus och familjen dvärgstritar. Inga underarter finns listade i Catalogue of Life.